# Laura Asencio
Laura Asencio, née le 14 mai 1998 à Valence (Drôme), est une coureuse cycliste professionnelle française.

## Biographie
Laura Asencio est née à Valence dans la Drôme où elle passe une licence Staps entraînement. Elle commence la pratique du cyclisme dès l'âge de six ansau sein du Sprinter Club de Bourg-lès-Valence, mais prend conscience de ses qualités de sprinteuse qu'à l'âge de 20 ans « Je pensais être une grimpeuse et du coup, je ne me servais jamais de ma pointe de vitesse ». En début d'année 2019, elle rentre dans l'équipe allemande WNT-Rotor. Elle est notamment troisième du classement de la meilleure jeune de Gracia Orlová. Le 23 octobre 2020, elle devient championne de France espoirs à Gray en Haute-Saône.

## Palmarès sur route

### Par années
- 2015
  - 3e de la Classic Féminine de Vienne Poitou-Charentes (cdf)
- 2018
  - 5e du championnat d’Europe espoirs
- 2020
  -  Championne de France sur route espoirs
- 2021
  - 3e de La Picto-Charentaise

### Résultats sur les grands tours

#### Tour de France
1 participation :
- 2022 : 57e

#### Tour d'Italie
1 participation
- 2024 : 31e

#### Tour d'Espagne
1 participation
- 2025 : non-partante (4e étape)

### Classements mondiaux
| Année                                 | 2017 | 2018 | 2019 | 2020 | 2021 | 2022 | 2023 | 2024 |
| ------------------------------------- | ---- | ---- | ---- | ---- | ---- | ---- | ---- | ---- |
| Classement UCI                        | 640e | 272e | 934e | 102e | 561e | 330e | 775e | 319e |
| UCI World Tour                        | nc   | nc   | nc   | 123e | nc   | 119e | nc   | 134e |
|                                       |      |      |      |      |      |      |      |      |
| Légende : nc = non classéSource : UCI |      |      |      |      |      |      |      |      |